# Asp (fisk)

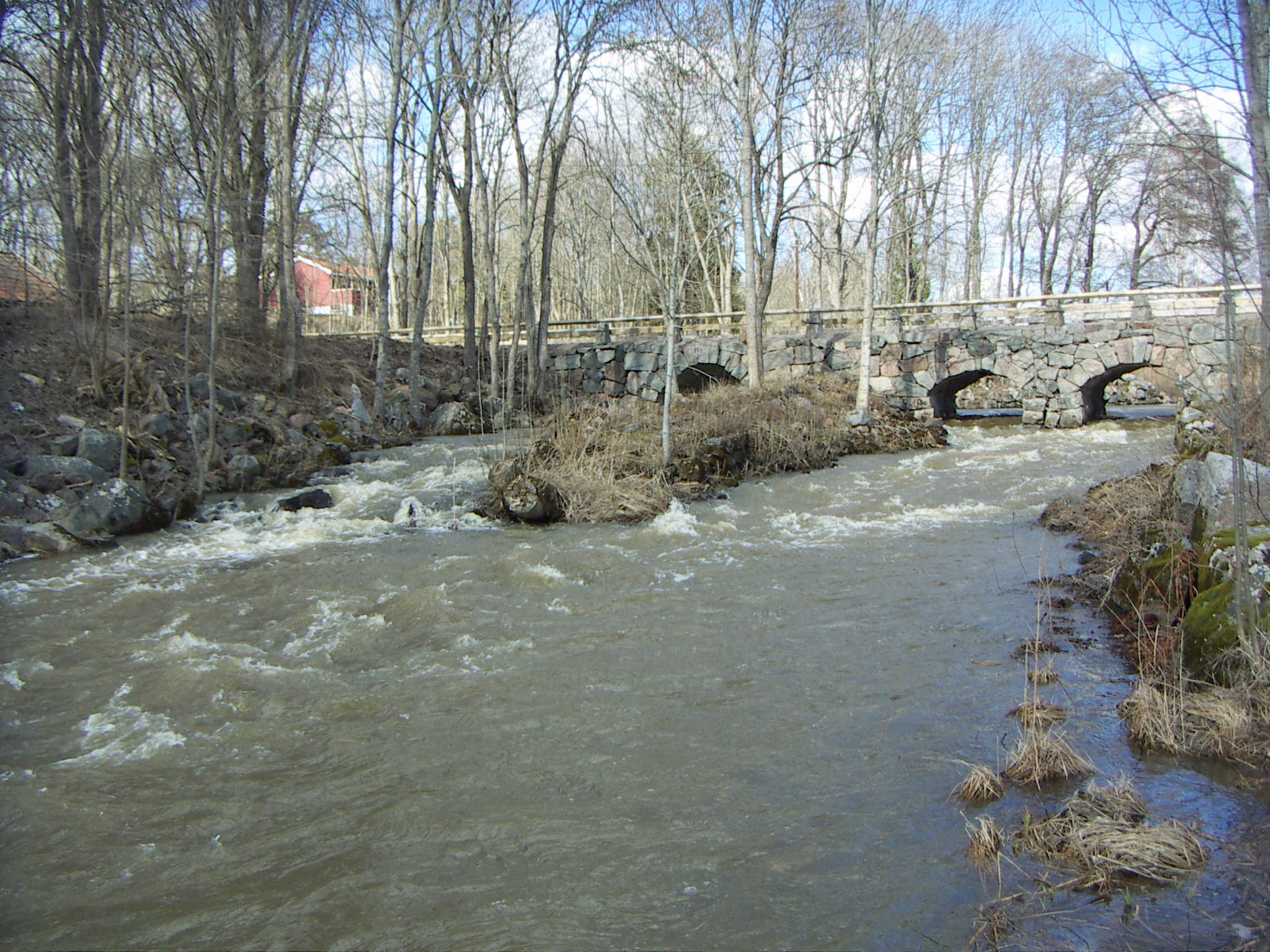
Aspleklokal i Funboån vid Funbo kyrka i Uppsala län.

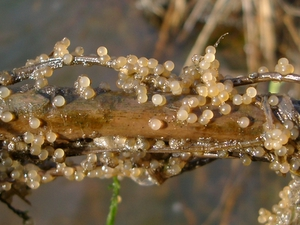
Rommen kan variera i färg från genomskinlig till gulaktig och är vidhäftande.

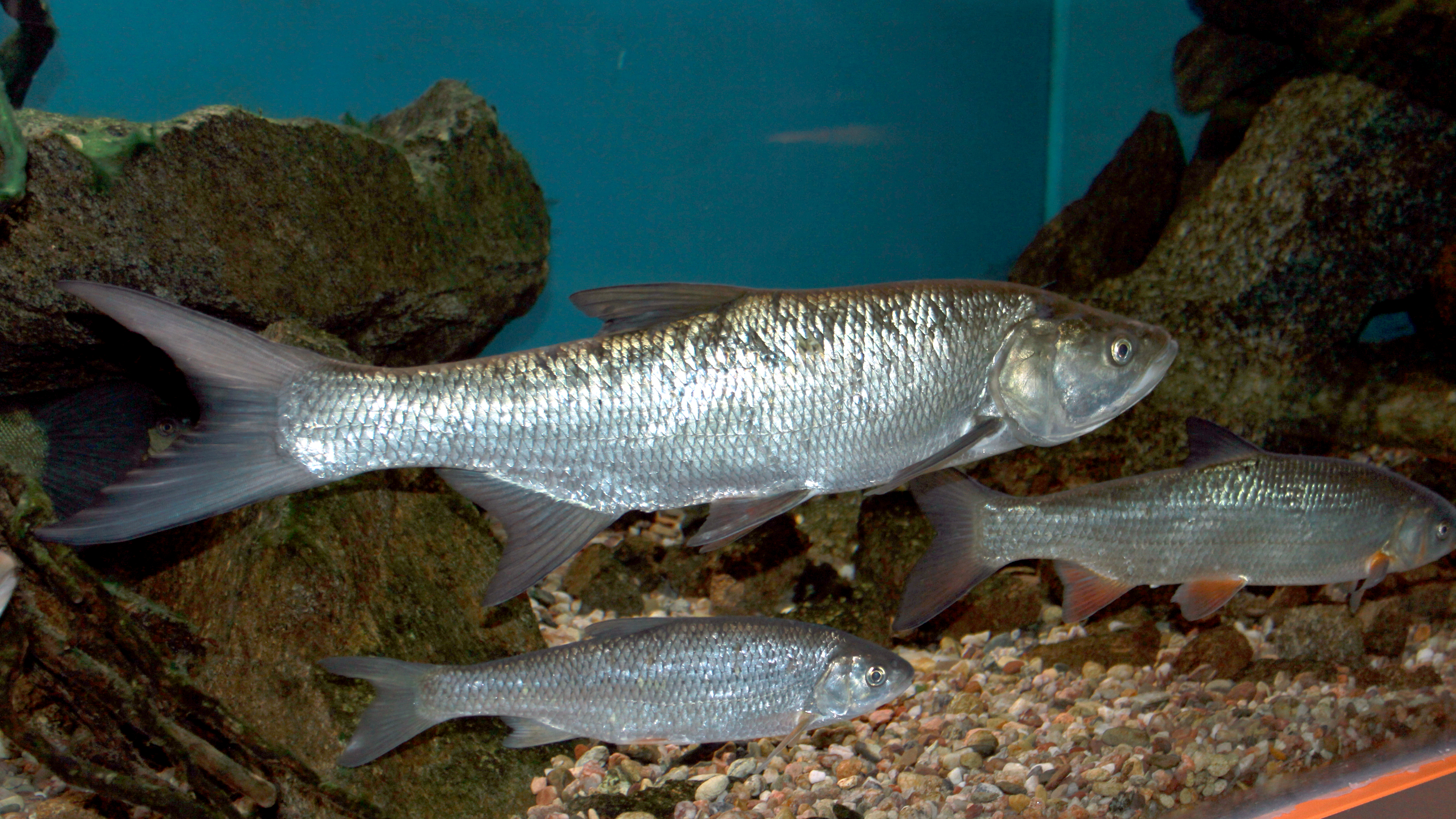
Aspar på en utställning i Prag.

Asp (Leuciscus aspius, tidigare Aspius aspius synonym Cyprinus aspius, L. 1758), i Småland kallad asping, och i Östergötland och vid Vänern kallad stam är en fiskart som tillhör familjen karpfiskar. IUCN kategoriserar arten globalt som livskraftig. Enligt den finländska rödlistan är arten nära hotad i Finland. Enligt den svenska rödlistan är arten nära hotad i Sverige. Arten förekommer i Götaland och Svealand. Artens livsmiljö är älvar och åar. Inga underarter finns listade. Namnet Asp kommer av fiskfjällens likhet med barken hos aspträdet.
Aspen har en långsträckt kropp med en djupt kluven stjärtfena. Fenorna är rödgrå till rödbruna. Bröstfenorna är långa, lite spetsiga och är det som är lättast att känna igen aspen på när den är i vattnet. Munnen har ett tydligt underbett och saknar tänder. Aspen kan bli mycket storväxt, de största exemplaren blir över 1 meter långa och kan väga över 12 kg. De fiskar som aspen kan förväxlas med är framförallt färna (Squalius cephalus) och id (Leuciscus idus).
Aspen är Upplands landskapsfisk och är upptagen på ArtDatabankens Rödlista över arter som är hotade av utrotning som nära hotad (NT). Aspen finns även upptagen på Bernkonventionens lista över hotade arter samt EU:s habitatdirektiv. För att försöka rädda arten i Sverige håller ett åtgärdsprogram på att tas fram av Fiskeriverket. Fiskeförbud efter asp råder därför under perioden april–maj i alla vattendrag som mynnar i Hjälmaren, Vänern och Mälaren.

## Utbredningsområde
Aspens utbredningsområde sträcker sig över Europa och ner mot mellersta östern. Den förekommer i södra Norge och södra Finland.
I Sverige finns asp huvudsakligen i de stora sjöarna Vänern, Hjälmaren och Mälaren eller vattendrag som mynnar i dessa. Mindre bestånd finns i sjösystemet Roxen, Boren Edsån och Glan. Mindre bestånd finns även i Emån, Dalälven och Göta älv. Beståndens status i Emån och Dalälven är osäkra och kan vara utrotade. Den finns en leklokal i Edsån i Rotebro där aspen kan ses leka varje vår.
Asp har även påträffats i sjön Ärlången i Östergötland

## Födoval
Aspen skiljer sig från de övriga svenska karpfiskarna genom att vara en utpräglad rovfisk. För unga aspar består födan troligen av plankton och senare av mindre djur som maskar och snäckor innan aspen övergår till fiskdiet. Troligen föredrar aspen mindre fiskar som löja, mört och nors.

## Reproduktion
Aspen vandrar upp i vattendrag för att leka under april-maj. Leken startar när vattentemperaturen överstiger 6 °C, vilket i Uppland ofta sammanfaller med sista veckan i april. Leken sker på strömmande och forsande platser med stenig botten som ofta är rikligt beväxt med vattenmossa. 
Fiskarna står sida vid sida under leken, ibland upp till tiotalet individer bredvid varandra. Aspen (osäkert om det är honor eller hanar) kan ibland ses hålla ett revir som den kraftigt försvarar genom utfall mot fiskar som kommer för nära. Om en asp av motsatt kön kommer in i reviret vidtar ett annat beteende. Hannen och honan simmar bredvid varandra varefter de följer med strömmen en bit samtidigt som rommen och mjölken avges. 
Huvuddelen av leken är över efter ungefär en vecka beroende på väder och vattentempertur. Rommen, som är genomskinlig till svagt mjölkigt-gulaktig och vidhäftande, läggs i strömmen och fäster på stenar och vattenväxter. Rommen kläcks oftast inom två veckor men detta varierar beroende på vattentemperatur. 

## Hot
De största hoten mot aspen är habitatdegradering och anläggandet av dammar. Omfattande uträtningar och rensningar i de vattendrag där aspen leker har förstört lek- och uppväxtområden. Vandringshinder som till exempel dammar i de vattendrag som aspen leker i om våren hindrar aspen från att nå gamla lekområden. Troligen har flera bestånd av asp utrotats genom att dammar anlagts. Anläggs en damm nära vattendragets mynning hindrar det aspen från att nå leklokaler uppströms (strömsträckor) vilket kan göra att beståndet dör ut om inga lämpliga leklokaler finns nedströms det nya dämmet. Detta gäller även andra vandrande fiskarter som ål, öring, lax och nejonögon. I Örebro och Uppsala har omlöp och fisktrappor anlagts för att tillåta att asp och andra fiskar ska kunna vandra upp i vattendragen. 
Fiske på leklokalerna dödar eller stressar aspen under den känsliga leken, vilket lett till ovan nämnda förbud. Andelen asp som fångas i sjöarna är okänt men kan troligen påverka bestånden negativt. Fiske i och nära vattendragens mynningsområden bör undvikas i anslutning till leken.

## Historisk betydelse
Aspen har sedan länge fångats som matfisk, ben av asp har bland annat påträffats i Birka. Olof Rudbeck den äldre beskriver i slutet av 1600-talet att aspen främst fångades om våren. Lars Salvius anger 1741 att asp fångades under våren strax efter islossningen i Fyrisån och att aspfiske på liknande sätt bedrevs i Sagån. Johan Fischerström beskrev att aspen särskilt fångades i Fyrisån, Arbogaån och Svartån om våren i samband med att den lekte, både med nät, katsor, ryssjor och notar och med krok. Fischerström anger även att fiske av asp med not bedrevs även strax efter islossningen. Tiburtz Tiburtius beskriver 1772 aspfiske i sjön Roxen. Sven Nilsson berättar vid mitten av 1800-talet att aspen fångades dels under lektiden om våren och dels under hösten med nät och not, samt att mete av asp förekom under sommartid. Från 1800-talet finns flera andra beskrivningar av aspfiske i Öster- och Västergötland. I Göta älv, där aspen också förekommer verkar den dock inte alls ha fiskats, den har också saknat dialektalt namn här.
I äldre beskrivningar är det dock ibland osäkert vilken fisk som åsyftas, som flera andra fiskarter även kallats asp. Bland på många håll vissa sikarter kallats asp, särskilt aspsiken. I Skåne, Västergötland och Östergötland har även färna kallats asp. Även i andra länder har asp varit en uppskattad matfisk, den tyske zoologen Alfred Brehm beskrive att asp även där fångades under lektiden med nät men även under andra tider med krok.
I kokböckerna har aspen vanligen rekommenderats att tillagas som andra karpfiskar, och ansågs välsmakande. Vilhelm Lilljeborg ansåg den som en av de mest välsmakande karpfiskarna. Charles Emil Hagdahl nämner aspen kort och säger att den kan serveras på smörgås och inte bör koka för länge. Hemmets kokbok rekommenderar att aspen ugnssteks hel. Under 1900-talet förlorade den dock sin betydelse som matfisk och används mest som agn och kattmat. I Bonniers kokbok nämns kort att aspen har liten betydelse som matfisk men kan tillagas som braxen.